# Jan-Philipp Beck
Jan-Philipp Beck (* 1990 in Stadthagen) ist ein deutscher Politiker (SPD) und direkt gewählter Abgeordneter des 19. Niedersächsischen Landtags.

## Leben und Politik
Beck bestand im Jahre 2009 die Abiturprüfung an der Integrierten Gesamtschule Schaumburg in Stadthagen. Er nahm im Anschluss ein Studium der öffentlichen Verwaltung auf, das er als Verwaltungswirt B. A. abschloss. Bis zur Wahl in den Landtag arbeitete er in der niedersächsischen Landesverwaltung, zeitweise auch in der Staatskanzlei und im Wirtschaftsministerium.
Der SPD trat Beck mit 16 Jahren bei. Seit der Kommunalwahl in Niedersachsen 2011 ist er Mitglied im Rat der Stadt Stadthagen und seit der Kommunalwahl 2016 zudem Mitglied im Kreistag des Landkreises Schaumburg. Im Anschluss an die Kommunalwahl 2021 wurde er vom Kreistag zum stellvertretenden Landrat gewählt.
Bei der Landtagswahl in Niedersachsen 2022 bewarb er sich für die SPD um das Direktmandat im Wahlkreis Schaumburg und errang es mit 35,5 % vor Colette Thiemann (CDU), welche 28,3 % erreichte. Er stand zudem auf Platz 33 der Landesliste.